# دامونت (تگزاس)
دامونت (به انگلیسی: Dumont) یک منطقهٔ مسکونی در ایالات متحده آمریکا است که در شهرستان کینگ، تگزاس واقع شده‌است. دامونت ۸۵ نفر جمعیت دارد.